# La Maison de Frankenstein
Pour plus de détails, voir Fiche technique et Distribution.
La Maison de Frankenstein (titre original : House of Frankenstein) est un film américain réalisé par Erle C. Kenton, sorti en 1944. Ce film est suivi du film La Maison de Dracula. Un hommage lui sera fait avec le téléfilm de 1997, L'Antre de Frankenstein.

## Synopsis

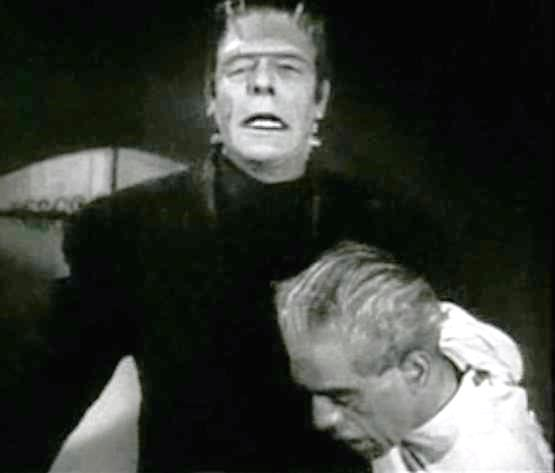
Glenn Strange dans le rôle du monstre de Frankenstein, en compagnie de Boris Karloff, dans une scène du film.

Le professeur Niemann est en prison. Son frère a été jadis l'assistant de Victor Frankenstein qui avait reconstitué un être humain à partir de morceaux d'autres corps. À la faveur d'un violent orage qui a détruit la prison, il s'échappe avec un codétenu bossu. Tous deux souhiaient retourner aux ruines du château de Frankenstein pour continuer l'œuvre de celui-ci. En chemin, ils aident un forain qui trimballe un musée des horreurs et le squelette de Dracula qu'il prétend authentique et qui l'est. Dracula après avoir semé la mort est finalement détruit, touché par les rayons du soleil. Arrivés aux ruines, ils trouvent le monstre créé par Frankenstein ainsi qu'un homme, qui est un loup-garou, prisonniers dans la glace. Ayant fait du feu pour les dégeler, Niemann veut transplanter le cerveau du loup-garou dans la tête du monstre. Mais en attendant, à la pleine lune, le loup-garou fait des ravages. La seule façon de tuer un lycanthrope est de l'abattre avec une balle en argent. Ce dont se charge, par humanité, une amie. Les villageois, révoltés, arrivent pour anéantir Niemann et le monstre qui finiront dans un marais.

## Fiche technique
Source principale de la fiche technique :
- Titre français : La Maison de Frankenstein
- Titre original : House of Frankenstein
- Réalisation : Erle C. Kenton
- Scénario : Edward T. Lowe Jr. et Curt Siodmak
- Direction artistique : John B. Goodman et Martin Obzina (en)
- Musique : Hans J. Salter et Paul Dessau
- Costumes : Vera West
- Photographie : George Robinson
- Montage : Philip Cahn
- Production : Paul Malvern
- Société de production : Universal Pictures
- Société de distribution : Universal Pictures
- Pays :  États-Unis
- Langue : anglais
- Format : Noir et blanc - Son : Monophonique (Western Electric Recording) - 1,37:1 - Format 35 mm
- Genre : Film d'horreur
- Durée : 71 minutes
- Date de sortie : 
  - États-Unis : 1er décembre 1944

## Distribution
Source principale de la distribution :
- Glenn Strange : le monstre de Frankenstein
- Boris Karloff (VF : Pascal Racan) : Dr Gustav Niemann
- Lon Chaney Jr. : Lawrence "Larry" Stewart Talbot / Le loup-garou
- John Carradine (VF : Alain Louis) : Comte Dracula / Baron Latos
- J. Carrol Naish : Daniel
- Lionel Atwill : l'inspecteur de Police Arnz
- Anne Gwynne : Rita Hussman
- Peter Coe : Karl Hussman
- George Zucco : Professeur Bruno Lampini
- Elena Verdugo : Ilonka
- Sig Ruman (VF : Alexandre Von Sivers) : Bourgmestre Hussman
- William Edmunds : Fejos
- Charles Miller : Tobermann
- Julius Tannen : Hertz
- Dick Dickinson : Born
- Philip Van Zandt : Muller
- Brandon Hurst : Dr Geissler

Acteurs non crédités
- Belle Mitchell : Urla, une bohémienne
- Charles Wagenheim : le bijoutier

## Autour du film

### Série de films
- Frankenstein
- La Fiancée de Frankenstein
- Le Fils de Frankenstein
- Le Fantôme de Frankenstein
- Frankenstein rencontre le loup-garou
- La Maison de Frankenstein
- La Maison de Dracula
- Deux Nigauds contre Frankenstein